# Vanilla chamissonis
Vanilla chamissonis là một loài thực vật có hoa trong họ Lan. Loài này được Klotzsch miêu tả khoa học đầu tiên năm 1846.

## Hình ảnh

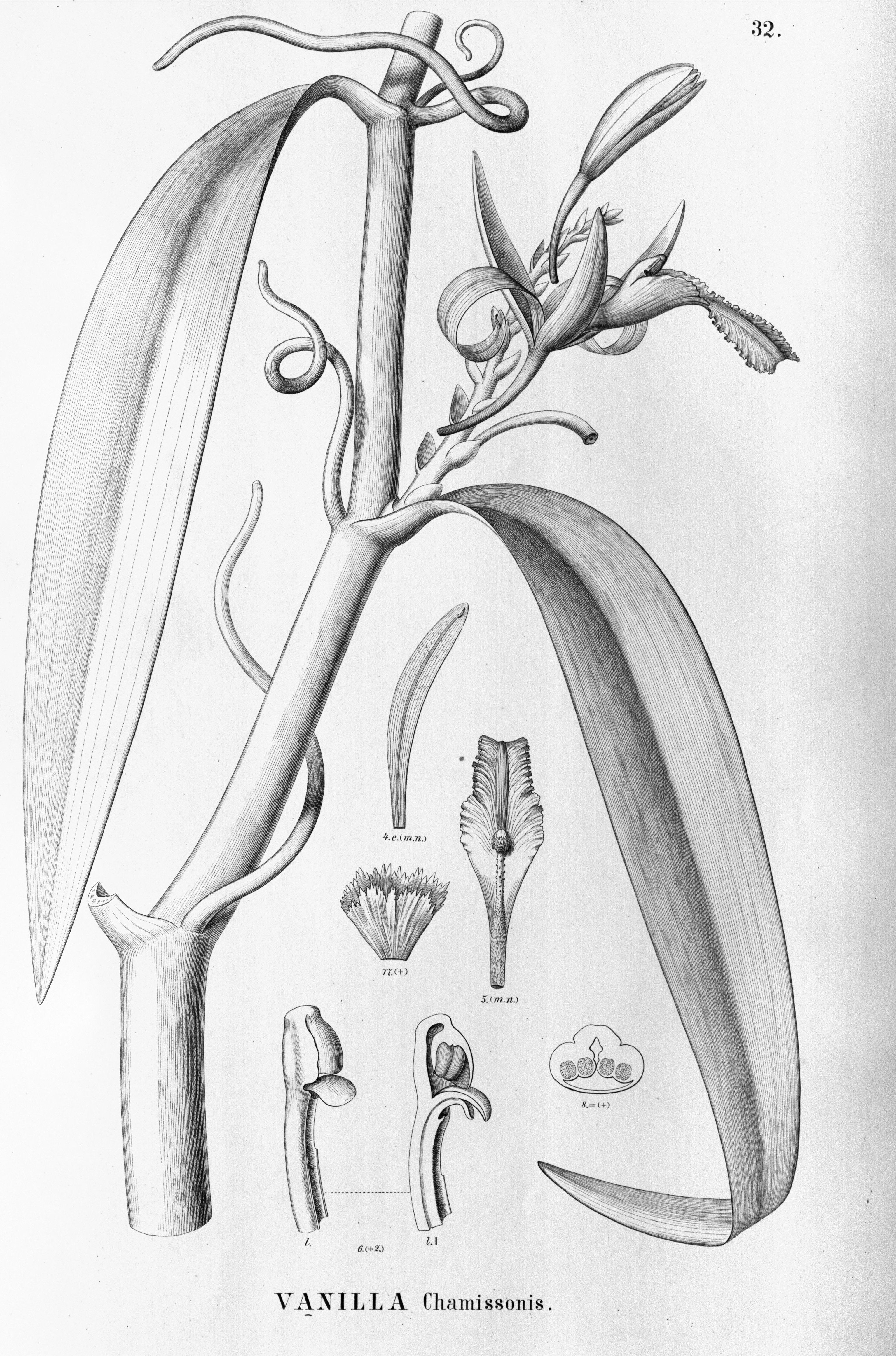